# Steuerstreik
Ein Steuerstreik ist die Weigerung von Steuerpflichtigen, die vom Staat unter Strafandrohung verlangten Steuern abzuführen. Die Verweigerung der Steuerzahlung dient dabei als Mittel, ein Anliegen gegenüber dem Staat durchzusetzen. Im Gegensatz zur gewöhnlichen Steuerhinterziehung findet sie öffentlich statt und dient nicht vorrangig, zumindest jedoch nicht ausschließlich dem Schutz des eigenen, persönlichen Vermögens und Einkommens vor Besteuerung.
Steuerstreiks sind illegal und stellen somit eine Form zivilen Ungehorsams dar. Sie kommen in der Praxis sehr selten vor, auch weil die staatlichen Behörden mit exemplarischen Klagen und empfindlichen Strafen gegen einzelne Steuerstreikende reagieren können und andererseits, weil die Mobilisierung vieler Bürger aus diesen Gründen schwierig ist. Öffentliche Aufrufe zum Steuerstreik können zudem als Anstiftung zum Rechtsbruch oder zu strafbaren Handlungen durch die Initiatoren strafrechtlich geahndet werden.

## Versuchte Steuerstreiks
Am 7. Januar 2003 begann die Opposition Venezuelas mit dem Rückhalt eines nennenswerten Teils der Mittel- und Oberschicht des Landes einen Steuerstreik. Der Steuerstreik sollte der Regierung Geldquellen entziehen und damit zusammen mit einem fünfwöchigen Generalstreik den Präsidenten Hugo Chávez zum Rücktritt zwingen. Das Ziel wurde allerdings nicht erreicht. Viele Beobachter hielten einen Steuerstreik in Venezuela grundsätzlich für nicht sehr aussichtsreich, da die Steuerhinterziehung sowieso sehr verbreitet sei.
Im März 2014 trat ein österreichischer Trafikant in einen Steuerstreik und forderte u. a. einen Untersuchungsausschuss in der Causa Hypo Alpe Adria, eine Lohn- und Einkommensteuerreform und eine Verwaltungs- und Bildungsreform.